# Diócesis de Nocera Inferiore-Sarno
La diócesis de Nocera Inferiore-Sarno (en latín: Dioecesis Nucerina Paganorum-Sarnensis y en italiano: Diocesi di Nocera Inferiore-Sarno) es una circunscripción eclesiástica de la Iglesia católica en Italia. Se trata de una diócesis latina, sufragánea de la arquidiócesis de Salerno-Campagna-Acerno. Desde el 24 de marzo de 2011 su obispo es Giuseppe Giudice.

## Territorio y organización

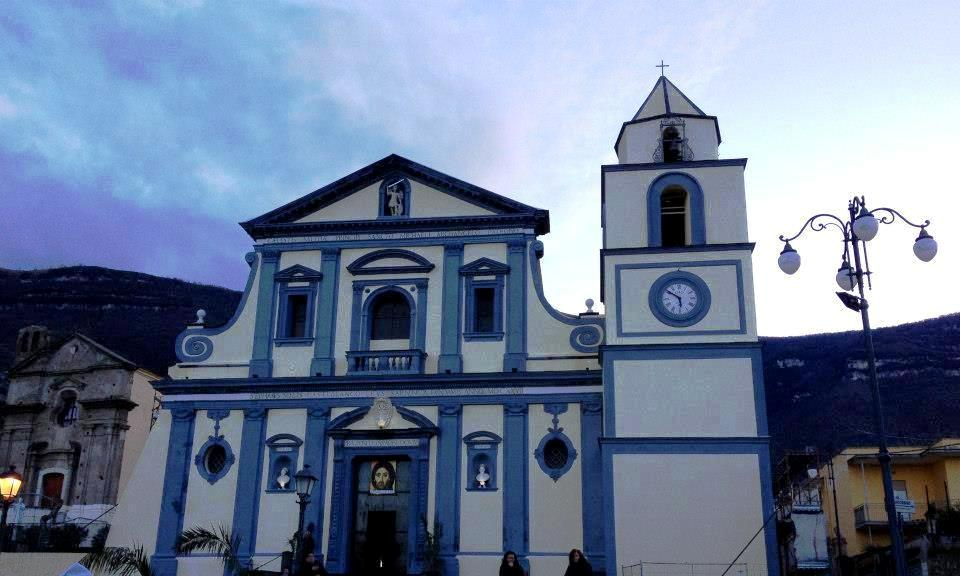
Concatedral de San Miguel Arcángel, Sarno

La diócesis tiene 663 km² y extiende su jurisdicción sobre los fieles católicos de rito latino residentes en parte de la región de Campania, comprendiendo 13 comunas en:
- la provincia de Salerno: Nocera Inferiore, Nocera Superiore, Roccapiemonte, Pagani, Angri, Sant'Egidio del Monte Albino, Corbara, Scafati (en parte, la parroquia de Santa Maria dei Bagni), San Valentino Torio, San Marzano sul Sarno y Sarno;
- la ciudad metropolitana de Nápoles: Poggiomarino (en parte, parroquia de Sant'Antonio da Padova) y Striano.

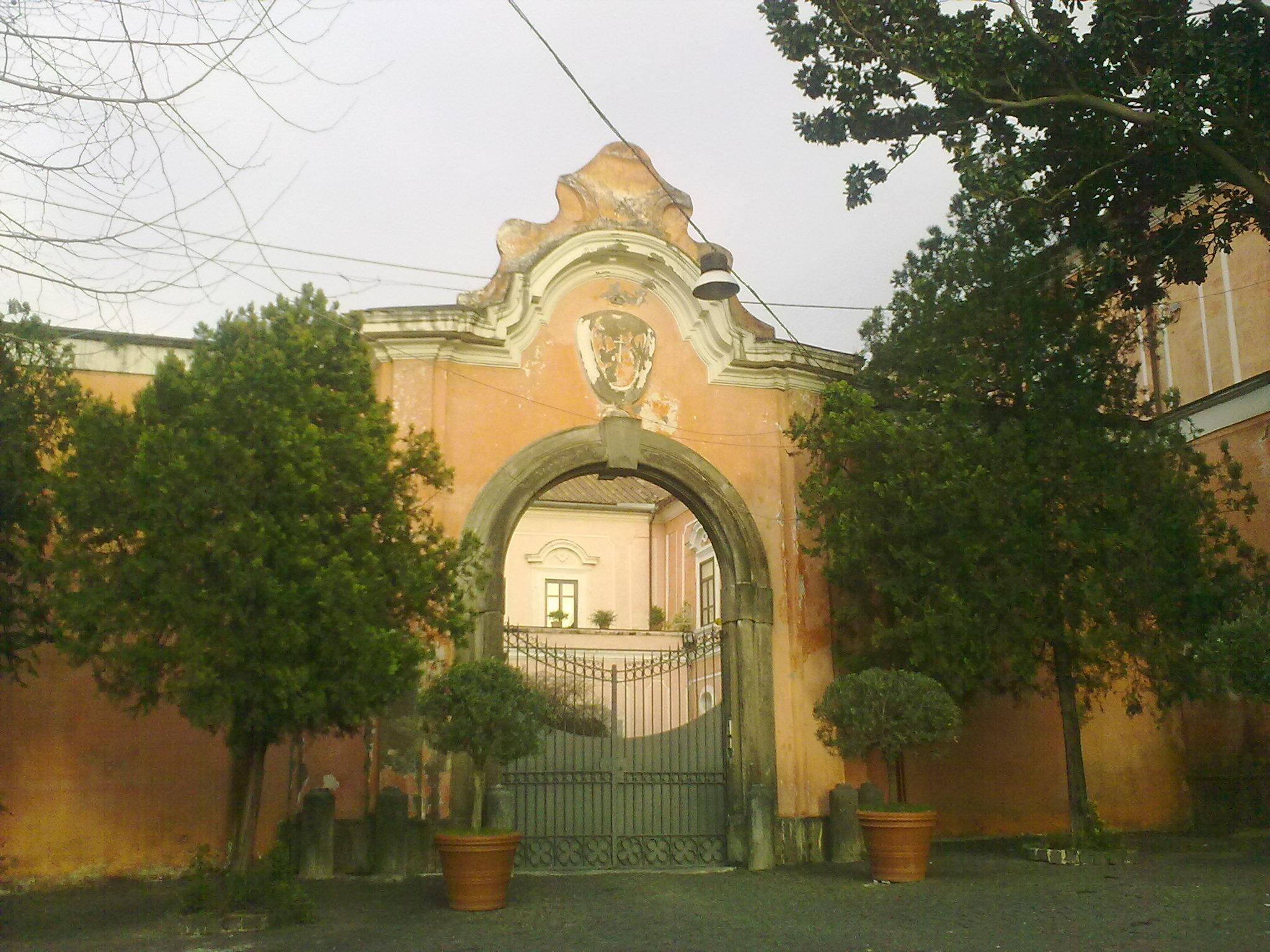
Palacio episcopal en Nocera Inferiore

La sede de la diócesis se encuentra en la ciudad de Nocera Inferiore, en donde se halla la Catedral basílica de San Prisco. En Sarno se halla la Concatedral de San Miguel Arcángel.
En el territorio se hallan diversos santuarios, basílicas y abadías:
- el santuario de Santa Maria dei Miracoli, en Montalbino de Nocera Inferiore;
- la basílica santuario de Maria Santissima, en Materdomini de Nocera Superiore, elevada en 1923;
- la basílica de Sant'Anna, en Nocera Inferiore;
- la basílica de Sant'Antonio, en Nocera Inferiore;
- el santuario de Santa Maria di Loreto, en Roccapiemonte;
- el santuario de Santa Maria della Foce, en Foce de Sarno;
- el santuario de Maria Santissima delle Tre Corone, en Sarno;
- el santuario de Santa Maria dei Bagni, en Scafati;
- el santuario de Maria Santissima del Carmine detta delle Galline, en Pagani;
- el santuario de Gesù Bambino di Praga, en Pagani;
- la abadía de Santa Maria Maddalena in Armillis, en Sant'Egidio del Monte Albino, patrimonio nacional;
- la basílica de 'Sant'Alfonso Maria de' Liguori, en Pagani, elevada en 1908.

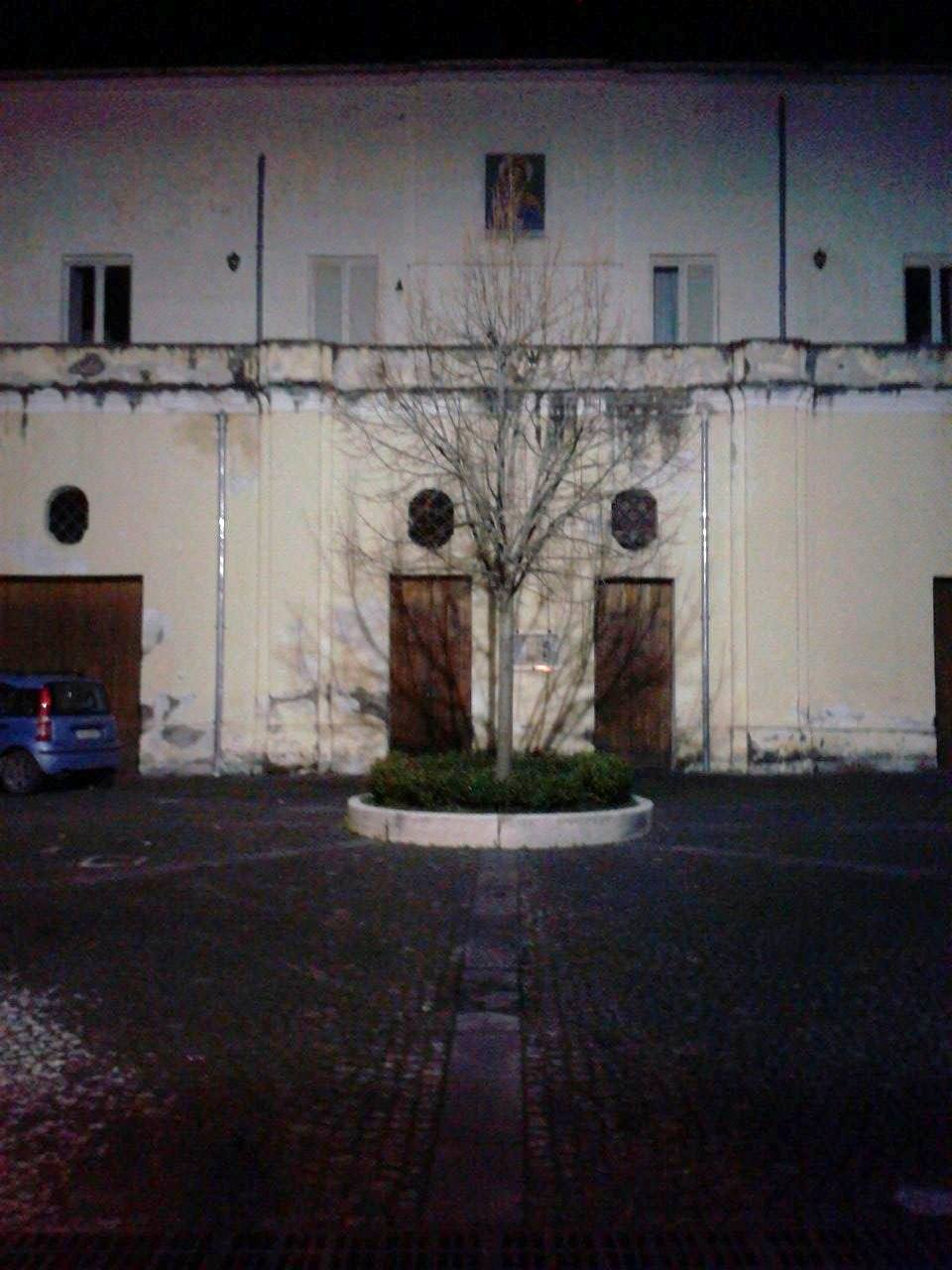
Palacio episcopal en Sarno

En 2021 en la diócesis existían 54 parroquias agrupadas en 5 foranías: Angri, Nocera Inferiore, Nocera Superiore-Rocca, Pagani y Sarno-San Valentino. 

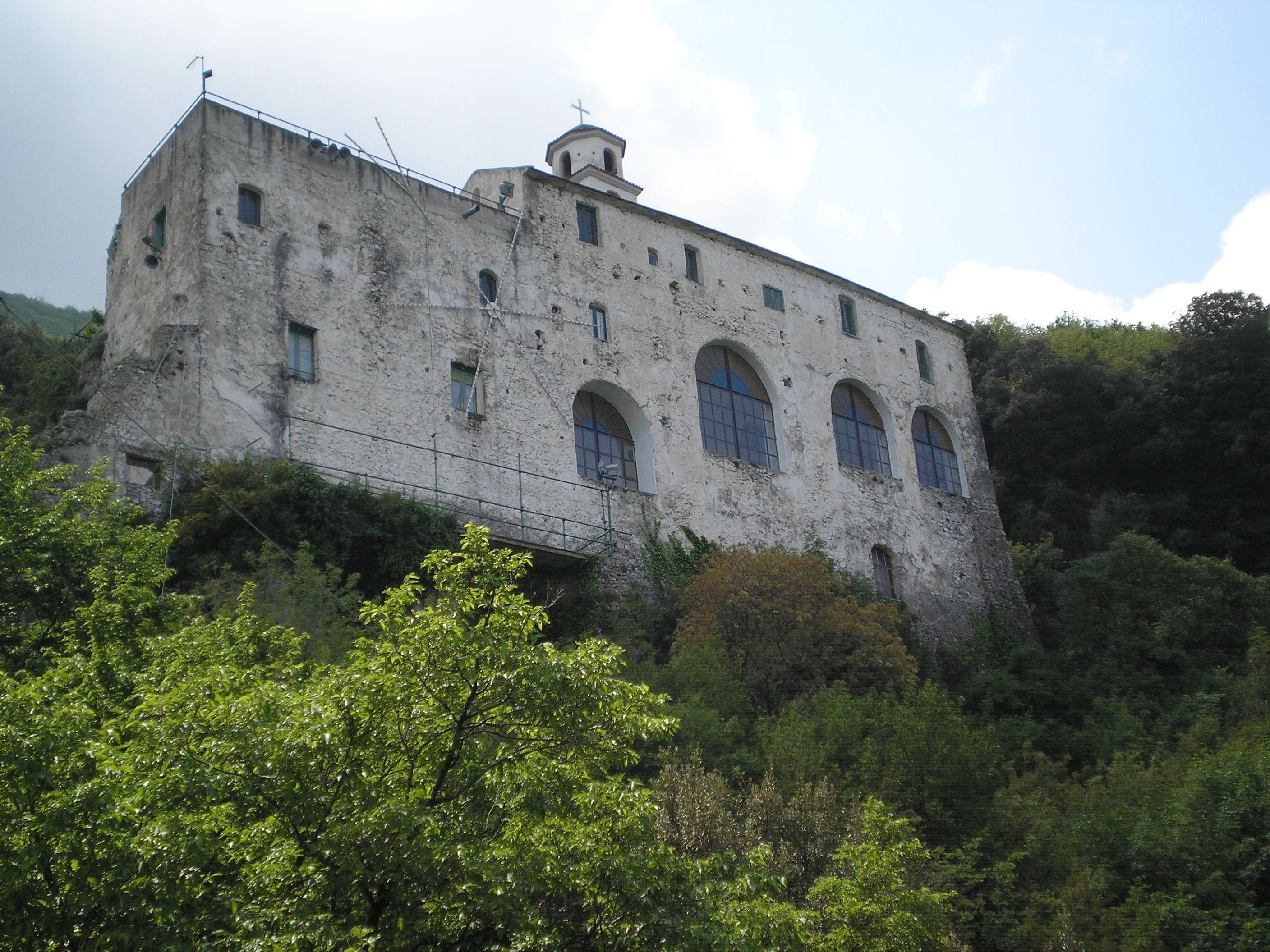
Santuario de Santa Maria dei Miracoli, en Montalbino

## Historia

### Nocera
Según algunos, la primera diócesis de la Baja Campania se remonta al siglo I, cuando Prisco (primer obispo de Nuceria) llegó a Italia junto con Pietro y los 72 discípulos de Jesús. Sin embargo, esta afirmación se pierde en la leyenda, en cuyos vericuetos se mezcla la historia del obispo nocerino con la del santo homónimo de Capua.
Sin embargo, el cristianismo debió arraigar muy temprano en Nuceria, si el Martyrologium Hieronymianum y el Martirologio romano recuerdan los nombres de los santos Prisco, Félix y Constanza, martirizados entre el 60 y el 68.
Es más probable que el primer obispo (hoy patrono de la ciudad y de la diócesis), viviera durante el siglo III. Es mencionado por Paulino de Nola, quien recuerda cómo se practicaba su culto, en 405, tanto en su ciudad como en Nuceria. Entre los milagros que se le atribuyen está el de haber convencido a unos gansos de seguirlo para regalárselos al papa; de haber transportado una fuente que le regaló el pontífice desde Roma a Nocera con la única ayuda de dos "vaccherelle"; y de haber hecho aparecer una cierva que sació con su leche la sed de sus sedientos compañeros. La piscina de la leyenda aún existe y está situada en la plaza frente a la Catedral de Nocera Inferiore que lleva su nombre.
En 499 el antipapa Lorenzo fue elegido obispo de Nocera. Elegido papa junto con Símaco, perdió su cargo tras un clima de guerra civil.
Se desconoce la ubicación de la primera silla nocerina. El obispo, según la tradición, se trasladó al baptisterio paleocristiano que, en el siglo VI, se construyó dentro de los muros de Nuceria Alfaterna.
La historia de la diócesis nocerina tuvo un momento de crisis en 1260, cuando, por razones nunca del todo aclaradas, el pueblo nocerino asesinó a su obispo (cuyo nombre también es incierto, probablemente Matteo). El papa Alejandro IV privó a la ciudad del honor episcopal y dividió su territorio entre las arquidiócesis de Salerno y Amalfi. Sin embargo, esta noticia, comunicada por el obispo Simone Lunadoro, autor de la primera historia de la Iglesia Nocerina, no encuentra confirmación en los historiadores posteriores: Orlando y Eubel, de hecho, en sus cronologías, refieren los nombres de algunos obispos (Placido, Filippo, Iametro) del período de la supuesta supresión.
A partir de junio de 1384 el papa Urbano VI estableció su residencia papal en el castillo del Parque de Nocera Inferiore, para refugiarse del asedio de las tropas de Carlos III de Nápoles. En esta ocasión, el 10 de octubre de 1384, el papa restauró la sede diocesana de Nocera y nombró nuevo obispo al hermano Francesco, de la Orden de los Frailes Menores del convento de San Antonio, en una de cuyas habitaciones se había desarrollado la conspiración de los cardenales contra el pontífice.
La silla tal vez se trasladó del baptisterio de la actual Nocera Superiore a la nueva catedral de San Prisco (construida sobre el anterior monasterio benedictino de San Prisco) en el barrio que tomaría el nombre de Vescovado en la actual Nocera Inferiore. Sin embargo, según Teodorico de Niem, presente en Nocera durante la residencia del papa Urbano VI, «cerca del Borgo, se puede ver en los campos la iglesia de San Prisco, que en tiempos fue catedral». Por tanto la iglesia de San Prisco del antiguo monasterio ya habría sido catedral antes de 1386, cuando fue reconstituida como tal.
En este período la diócesis tomó el nombre de Nuceria Paganorum, como se llamaba entonces la ciudad.
Entre los obispos ilustres de la sede de Nucera se destacaron los comenses Giovio, que gobernaron la diócesis durante el Renacimiento. El primero fue Paolo Giovio el Viejo, sucedido por su hermano Giulio Giovio y su sobrino Paolo Giovio el Joven. Fue sobre todo el tercer obispo de la dinastía comense quien llevó a cabo las obras más importantes para dar prestigio a su diócesis: Paolo Giovio el Joven dio vida a la primera construcción del seminario y del palacio episcopal, inicialmente ubicado en los locales de la antigua abadía benedictina situada en la zona de la catedral.
Aunque fue sede vacante desde 1806, siguió siendo una diócesis autónoma hasta el 27 de junio de 1818, cuando fue suprimida mediante la bula De utiliori del papa Pío VII y su territorio fue incorporado al de la diócesis de Cava.
La diócesis fue restaurada el 7 de diciembre de 1833 mediante la bula In Vinea Domini del papa Gregorio XVI, nuevamente sufragánea de la arquidiócesis de Salerno. La bula también asignó a la diócesis el territorio que ya le pertenecía antes de la supresión de 1818, a saber, las comunas de Nocera San Matteo, Nocera Corpo, Angri, Corbara, Pagani y Sant'Egidio. 
El 30 de agosto de 1956, con la carta apostólica Antiquis laudibus, el papa Pío XII asoció a san Alfonso María de Ligorio con san Prisco como patronnos de la diócesis.

### Sarno
La historiografía cree que la diócesis de Sarno fue erigida en 1066 por el arzobispo Alfano I de Salerno, con una bula validada por el papa Alejandro II . Riso, de Salerno, habría sido el primer obispo y se habría instalado en la zona que pronto adoptó el nuevo nombre de Episcopio, es decir, "casa del obispo", que se mantiene inalterado hasta el día de hoy.
La bula de Alfano I, sin embargo, se refiere a una reorganización de la diócesis, ya que la iglesia de Sarno es ciertamente más antigua ya que en 1025 el abogado del obispo de Sarno concedió un terreno ante bestigia domni Iohanni gratia Dei sancte sedis episcopatus sarnense. Un acta del Codex diplomatus Cavensis del año 1055, relativa a la delimitación de los límites entre el monasterio de Santa Sofía de Salerno y las propiedades de un tal Alterio de San Valentino Torio, menciona las posesiones de este episcopado sarnense hasta el este.
El territorio original comprendía buena parte del actual valle de Agro Nocerino-Sarnese, con los territorios del Vesubio, hasta el mar Tirreno.
Después de 1513 la diócesis fue confiada a administradores apostólicos hasta 1534, con excepción de los breves periodos de episcopado de Ludovico Platamone y Guglielmo Beltràn. Durante este período el territorio de Sarno perdió los territorios de Palma Campania, Scafati, Ottaviano y los del Vesubio, que pasaron a la diócesis de Nola.
En 1627 se consagró la catedral de San Miguel.
El 27 de junio de 1818, mediante la bula De utiliori del papa Pío VII , se unió aeque principaliter a la diócesis de Cava.

### Nocera Inferiore-Sarno
El 25 de septiembre de 1972 se disolvió la unión entre Cava y Sarno. La diócesis de Sarno fue unida in persona episcopi a la diócesis de Nocera dei Pagani. El 30 de septiembre de 1986, mediante el decreto Instantibus votis de la Congregación para los Obispos, la unión se hizo plena y la diócesis resultante asumió su nombre actual.(en latín)
En 2008 se inauguró el museo diocesano de Nocera Inferiore, en los locales de la Curia. Muy deseado por el obispo Gioacchino Illiano y por Natale Gentile, recoge testimonios históricos y artísticos de la diócesis desde su fundación hasta hoy.

## Estadísticas
Según el Anuario Pontificio 2022 la diócesis tenía a fines de 2021 un total de 228 350 fieles bautizados.
| Año                                                                             | Población            | Población | Población      | Sacerdotes | Sacerdotes    | Sacerdotes    | Bautizados por sacerdote | Diáconos permanentes | Religiosos | Religiosos | Parroquias |
| Año                                                                             | Bautizados católicos | Total     | % de católicos | Total      | Clero secular | Clero regular | Bautizados por sacerdote | Diáconos permanentes | Varones    | Mujeres    | Parroquias |
| ------------------------------------------------------------------------------- | -------------------- | --------- | -------------- | ---------- | ------------- | ------------- | ------------------------ | -------------------- | ---------- | ---------- | ---------- |
| 1949                                                                            | 90 000               | 90 000    | 100.0          | 130        | 85            | 45            | 692                      |                      | 88         | 380        | 24         |
| 1970                                                                            | 132 099              | 132 272   | 99.9           | 108        | 65            | 43            | 1223                     |                      | 60         | 339        | 29         |
| 1980                                                                            | 159 000              | 163 000   | 97.5           | 97         | 59            | 38            | 1639                     |                      | 46         | 281        | 34         |
| 1990                                                                            | 210 550              | 218 550   | 96.3           | 113        | 67            | 46            | 1863                     | 1                    | 67         | 256        | 54         |
| 1999                                                                            | 222 250              | 233 297   | 95.3           | 127        | 78            | 49            | 1750                     | 6                    | 66         | 218        | 54         |
| 2000                                                                            | 226 000              | 236 574   | 95.5           | 135        | 77            | 58            | 1674                     | 6                    | 77         | 213        | 54         |
| 2001                                                                            | 226 000              | 236 574   | 95.5           | 124        | 69            | 55            | 1822                     | 7                    | 80         | 219        | 54         |
| 2002                                                                            | 223 000              | 233 297   | 95.6           | 118        | 71            | 47            | 1889                     | 6                    | 74         | 218        | 54         |
| 2003                                                                            | 226 000              | 236 574   | 95.5           | 119        | 69            | 50            | 1899                     | 6                    | 58         | 211        | 54         |
| 2004                                                                            | 227 000              | 236 574   | 96.0           | 127        | 68            | 59            | 1787                     | 7                    | 67         | 211        | 54         |
| 2013                                                                            | 226 700              | 234 018   | 96.9           | 113        | 65            | 48            | 2006                     | 8                    | 67         | 200        | 54         |
| 2016                                                                            | 225 000              | 233 900   | 96.2           | 103        | 60            | 43            | 2184                     | 8                    | 65         | 190        | 54         |
| 2019                                                                            | 228 500              | 240 700   | 94.9           | 120        | 70            | 50            | 1904                     | 8                    | 66         | 204        | 54         |
| 2021                                                                            | 228 350              | 240 500   | 94.9           | 126        | 76            | 50            | 1812                     | 8                    | 64         | 199        | 54         |
| Fuente: Catholic-Hierarchy, que a su vez toma los datos del Anuario Pontificio. |                      |           |                |            |               |               |                          |                      |            |            |            |

## Episcopologio

### Obispos de Nocera
- San Prisco † (siglo III)
- Felice † (mencionado en 402)
- Celio Lorenzo † (499-501)
- Aprile † (mencionado en 502)[nota 3]
- Leone † (mencionado en 510)
- Aurelio Priscano † (530)
- Numerio † (593-?)
- Primerio † (mencionado en 598)
- Amanzio † (mencionado en 743)
- Liutardo † (mencionado en 826)
- Ramperto o Raniperto † (mencionado en 861)
- Lando † (1061-1073 depuesto)
- Felice † (al tiempo del papa Inocencio III)
- Valerio Orsini † (mencionado en 1228)
- Matteo? † (?-1260 falleció)
  - Sede suprimida (1260-1386?)
- Francesco, O.F.M. † (1386-1402 falleció)[nota 4]
- Angelo da Castellaneta, O.S.B. † (10 de febrero de 1402-1429 falleció)

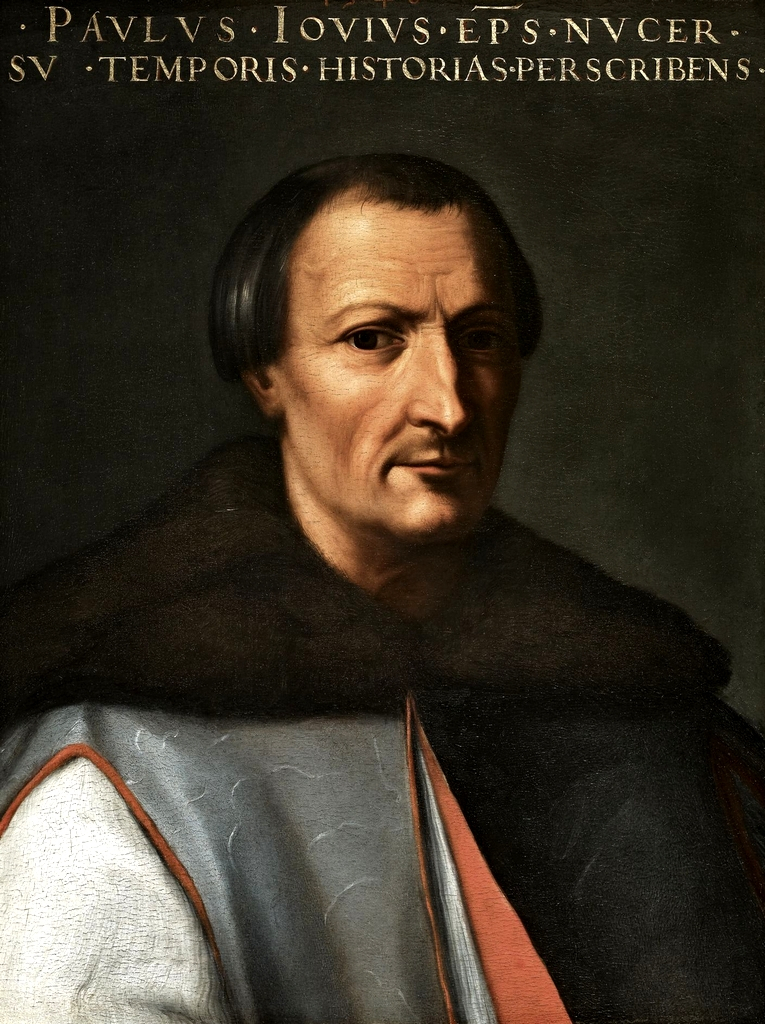
Retrato de Paolo Giovio

- Gabriele de' Garofalis, O.E.S.A. † (8 de junio de 1429-1433 falleció)
- Giuliano de Angrisani † (1433-1436 falleció)
- Giacomo Benedetti o d'Atri † (18 de julio de 1436-6 de septiembre de 1443 nombrado obispo de Orvieto)
- Bartolomeo de Micheli † (6 de septiembre de 1443-agosto de 1455 falleció)
- Pietro de Nocera, O.P. † (12 de septiembre de 1455-1478)
- Giovanni de' Cerretanis † (13 de octubre de 1478-1479 renunció)
- Pietro Strambone, O.P. † (16 de junio de 1479-1503 falleció)
- Bernardino Orsini † (7 de mayo de 1503-1511 falleció)
- Domenico Giacobazzi † (8 noviembre de 1511-14 de agosto de 1517 renunció)
- Andrea Giacobazzi † (14 de agosto de 1517-1524 falleció)
- Domenico Giacobazzi † (1524-1527 o 1528 falleció) (por segunda vez)
- Paolo Giovio il Vecchio † (13 de enero de 1528-11 de diciembre de 1552 falleció)
- Giulio Giovio † (11 de diciembre de 1552 por sucesión-1560 renunció)
- Paolo Giovio il Giovane † (1560 por sucesión-1585 falleció)
- Sulpizio Costantino † (21 de octubre de 1585-1601 falleció)
- Simone Lunadoro † (17 de junio de 1602-1610 falleció)
- Stefano de Vicari, O.P. † (24 noviembre de 1610-1620 falleció)
- Francesco Trivulzio † (29 de marzo de 1621-22 de agosto de 1631 falleció)
- Ippolito Francone † (19 de enero de 1632-1653 falleció)
- Bonaventura d'Avalos, O.S.A. † (13 de abril de 1654-1659 renunció)
- Felice Gabrielli, O.F.M.Conv. † (22 de septiembre de 1659-15 de diciembre de 1684 falleció)
- Emiddio Lenti † (9 de abril de 1685-10 de enero de 1691 falleció)
- Sebastiano Perissi † (9 de enero de 1692-28 de mayo de 1700 nombrado obispo de Grosseto)
- Giovanbattista Carafa † (21 de junio de 1700-22 de febrero de 1715 falleció)
  - Sede vacante (1715-1718)
- Niccolò de Dominicis † (11 de febrero de 1718-22 de agosto de 1744 falleció)
- Gherardo Antonio Volpe † (18 de diciembre de 1744-28 de enero de 1768 falleció)
- Benedetto dei Monti Sanfelice, O.S.B.Oliv. † (16 de mayo de 1768-23 de marzo de 1806 falleció)
  - Sede vacante (1806-1818)
  - Sede suprimida (1818-1834)
- Agnello Giuseppe d'Auria Loffredo † (23 de junio de 1834-20 de febrero de 1860 falleció)
- Michele Adinolfi † (23 de marzo de 1860-circa 1863 falleció)
  - Sede vacante (1863-1871)
- Raffaele Ammirante † (27 de octubre de 1871-23 de octubre de 1881 falleció)
- Francesco Vitagliano † (30 de marzo de 1882-25 de julio de 1885 renunció[nota 5])
- Luigi del Forno † (27 de julio de 1885-4 de enero de 1913 falleció)
- Giuseppe Romeo † (12 de julio de 1913-26 de octubre de 1935 falleció)
- Teodorico de Angelis † (23 noviembre de 1936-7 de agosto de 1951 renunció[nota 6])
- Fortunato Zoppas † (26 de abril de 1952-25 noviembre de 1964 renunció[nota 7])
  - Sede vacante (1964-1971)
- Jolando Nuzzi † (4 de enero de 1971-30 de septiembre de 1986 nombrado obispo de Nocera Inferiore-Sarno)

### Obispos de Sarno
- Giovanni I † (?-1025)
- Riso † (1066-?)
- Giovanni II † (1111-1118)
- Giovanni III † (1119-1134)
- Pietro † (1134-1156)
- Giovanni IV † (1156-1180)
- Unfrido † (septiembre de 1181-después de mayo de 1202)[12]
- Tibaldo? † (1201-1208)[nota 8]
- Anónimo † (mencionado en 1208/1209?)[12]
- Ruggero I? † (1209-1216)[nota 9]
- Anónimo † (mencionado en 1215)[12]
- Giovanni V † (antes de diciembre de 1218-después de agosto de 1243)[12]
- Giovanni VI? † (1224-1254)[nota 10]
  - Angelo Cacciavolpe † (28 noviembre de 1254-circa 1256) (obispo electo)[12]
- Giovanni VII † (antes de mayo de 1258-9 de agosto de 1296 falleció)[12]
- Guglielmo † (1296-1309)
- Ruggiero †
- Ruggiero de Canalibus † (23 de marzo de 1311-1316)
- Giordano de Miramonte, O.P. † (1316-1324)
- Napoleone I † (1324-1330)
- Nicola? † (1333-1333 falleció)
- Francesco, O.F.M.Obs.? † (15 de marzo de 1333-1340)
- Napoleone II † (1340-1350 falleció)
- Teobaldo † (16 de abril de 1350-1370)
- Giovanni VIII † (24 noviembre de 1372-1418 falleció)
- Marco da Teramo † (29 de diciembre de 1418-1439 falleció)
- Andrea da Nola, O.F.M. † (23 noviembre de 1439-? falleció)
- Leonardo † (29 de enero de 1470-? falleció)
- Antonio de' Pazzi † (18 de agosto de 1475-26 de febrero de 1477 nombrado obispo de Mileto)
- Giovanni IX † (1 de junio de 1477-16 de febrero de 1481 nombrado obispo de Crotona)
- Andrea De Ruggiero † (16 de febrero de 1481-? falleció)
- Agostino Tuttavilla † (6 de julio de 1496-1501 depuesto)
- Giorgio Maccafano de' Pireto † (16 de agosto de 1501-1513 falleció)
  - Francisco de Remolins † (22 de junio de 1513-11 de febrero de 1517 renunció) (administrador apostólico)
- Ludovico Platamone † (11 de febrero de 1517-18 de febrero de 1518 nombrado obispo de Siracusa)
  - Silvio Passerini † (18 de febrero de 1518-20 de junio de 1519 renunció) (administrador apostólico)
- Guglielmo Beltràn † (20 de junio de 1519-1524)
  - Silvio Passerini † (1524-20 de abril de 1529 falleció) (administrador apostólico, por segunda vez)
  - Andrea Matteo Palmieri † (24 de mayo de 1529-24 de agosto de 1530 renunció) (administrador apostólico)
  - Pompeo Colonna † (24 de agosto de 1530-28 de junio de 1532 falleció) (administrador apostólico)
- Ludovico Gomez † (24 de abril de 1534-1543 falleció)
- Francesco Sfondrati † (12 de octubre de 1543-27 de octubre de 1544 nombrado arzobispo de Amalfi)
- Mario Ruffino † (27 de octubre de 1544-7 de febrero de 1547 nombrado obispo de Melfi y Rapolla)
- Donato Martuccio † (16 de marzo de 1547-1548 renunció)
- Guglielmo Tuttavilla † (27 de abril de 1548-1569 falleció)
- Vincenzo Ercolani, O.P. † (14 de diciembre de 1569-9 de febrero de 1573 nombrado obispo de Imola)
- Vincenzo De Siena, O.P. † (19 de febrero de 1573-10 de enero de 1578 falleció)
- Paolo Fusco † (17 de febrero de 1578-27 de abril de 1583 falleció)
- Girolamo Matteucci † (8 de agosto de 1583-5 de diciembre de 1594 nombrado obispo de Viterbo)
- Antonio d'Aquino † (24 noviembre de 1595-23 de julio de 1618 nombrado arzobispo de Tarento)
- Stefano Sole De Castelblanco, C.R. † (22 de octubre de 1618-21 de octubre de 1657 falleció)
- Antonio De Matteis Corano † (27 de enero de 1659-8 de octubre de 1665 falleció)
- Sisto Maria Pironti, O.P. † (5 de mayo de 1666-12 de agosto de 1673 falleció)
- Nicola Antonio De Tura † (18 de diciembre de 1673-maggio o 16 de julio de 1706 falleció)
- Marcantonio Attaffi † (6 de diciembre de 1706-11 de febrero de 1718 nombrado obispo de Squillace)
- Diego De Pace † (11 de mayo de 1718-28 noviembre de 1737 falleció)
- Francesco De Novellis † (27 de enero de 1738-11 de mayo de 1760 falleció)
- Giovanni Saverio Pirelli † (21 de julio de 1760-23 de marzo de 1792 renunció)
- Lorenzo Potenza † (26 de marzo de 1792-1 de septiembre de 1811 falleció)
  - Sede vacante (1811-1818)
  - Sede unida aeque principaliter a Cava (1818-1972)
- Jolando Nuzzi † (25 de septiembre de 1972-30 de septiembre de 1986 nombrado obispo de Nocera Inferiore-Sarno)

### Obispos de Cava y Sarno
- Silvestro Granito † (6 de abril de 1818-18 de diciembre de 1832 falleció)
- Tommaso Bellacosa † (23 de junio de 1834-15 de septiembre de 1843 renunció)
- Salvatore Fertitta † (25 de enero de 1844-31 de octubre de 1873 falleció)
- Giuseppe Carrano † (15 de junio de 1874-3 de abril de 1890 falleció)
- Giuseppe Izzo † (3 de abril de 1890 por sucesión-15 de enero de 1914 falleció)
- Luigi Lavitrano † (25 de mayo de 1914-16 de julio de 1924 nombrado arzobispo de Benevento)
  - Sede vacante (1924-1928)
- Pasquale Dell'Isola † (29 de septiembre de 1928-12 de enero de 1938 falleció)
- Francesco Marchesani † (30 de enero de 1939-22 de abril de 1948 nombrado obispo de Chiavari)
- Gennaro Fenizia † (21 de julio de 1948-15 noviembre de 1952 falleció)
- Alfredo Vozzi † (25 de septiembre de 1953-25 de septiembre de 1972 nombrado arzobispo de Amalfi[nota 11])

### Obispos de Nocera Inferiore-Sarno
- Jolando Nuzzi † (30 de septiembre de 1986-27 de diciembre de 1986 falleció)
- Gioacchino Illiano † (8 de agosto de 1987-24 de marzo de 2011 retirado)
- Giuseppe Giudice, desde el 24 de marzo de 2011

### Para la sede de Nocera
- (en italiano) Francesco Lanzoni, Le diocesi d'Italia dalle origini al principio del secolo VII (an. 604), vol. I, Faenza, 1927, pp. 242-245
- (en italiano) Giuseppe Cappelletti, Le Chiese d'Italia della loro origine sino ai nostri giorni, vol. XXI, Venecia, 1870, pp. 511-514
- (en latín) Pius Bonifacius Gams, Series episcoporum Ecclesiae Catholicae, Leipzig, 1931, p. 907
- (en latín) Konrad Eubel, Hierarchia Catholica Medii Aevi, vol. 1, p. 314; vol. 2, p. 181; vol. 3, pp. 229-230; vol. 4, p. 263; vol. 5, p. 294; vol. 6, p. 315

### Para la sede de Sarno
- (en italiano) Giuseppe Cappelletti, Le Chiese d'Italia della loro origine sino ai nostri giorni, vol. XXI, Venecia, 1870, pp. 375-380
- (en latín) Pius Bonifacius Gams, Series episcoporum Ecclesiae Catholicae, Leipzig, 1931, p. 920
- (en latín) Konrad Eubel, Hierarchia Catholica Medii Aevi, vol. 1, p. 436; vol. 2, p. 230; vol. 3, p. 293; vol. 4, p. 306; vol. 5, p. 345; vol. 6, p. 368
- (en alemán) Norbert Kamp, Kirche und Monarchie im staufischen Königreich Sizilien. Prosopographische Grundlegung. Bistümer und Bischöfe des Königreichs 1194-1266. 1. Abruzzen und Kampanien, Múnich, 1973, pp. 477-481